# Asielzaak Gümüş
De asielzaak van de familie Gümüş kreeg in 1997 landelijke aandacht in Nederland toen het gezin werd uitgezet.

## Familie Gümüş
Zekeriya Gümüş (Ortaoba, 1958) is een Turkse kleermaker.
Gümüş woonde sinds 1989 met zijn gezin in Amsterdam en vestigde zich later als kleermaker in De Pijp.

## Verblijfsvergunning
Toen het kabinet-Kok I een regeling aankondigde om illegalen te legaliseren of uit te zetten, meldde Gümüş zich vrijwillig. Hij kon echter niet aantonen, dat hij zes jaar achtereen belastingen en sociale premies in Nederland had betaald.
Het gezin Gümüş kreeg steun van burgemeester Patijn en oud-burgemeester Van Thijn en vanuit de Tweede Kamer. Maar de verantwoordelijke staatssecretaris Elizabeth Schmitz weigerde het gezin te legaliseren, omdat dat een precedentwerking zou hebben voor talloze andere gevallen. De Nederlandse rechter ziet immers toe op gelijke behandeling in gelijke gevallen. Het gezin moest vertrekken. Deze uitzetting leidde tot protestacties van onder andere de wijkbewoners van De Pijp. Oud-burgemeester van Amsterdam Ed van Thijn kondigde aan zijn lidmaatschap van de Partij van de Arbeid op te zeggen als Gümüş geen verblijfsvergunning zou ontvangen. Later kwam Van Thijn op die mededeling terug.

## Verdere levensloop
Gümüş keerde terug naar zijn geboortedorp. Hij kreeg f 100.000,- (= € 45.387,02) van de prince de Lignac om een bedrijf te beginnen, maar dat ging failliet. Hij was veel geld kwijtgeraakt aan de Turkse maffia die op de hoogte was van de schenking en hem afperste, en aan ziekenhuiskosten van een van zijn zoons die gewond was geraakt bij een verkeersongeluk. Vervolgens werd hij beheerder van een naar hem genoemd vakantiehuis van Neckermann in Alanya. In 2002 ging hij in Karaman weer in de textiel werken. In 2004 werd hij opgepakt omdat hij illegaal in Nederland verbleef en het land uitgezet. Op 28 februari 2007 overhandigde hij in Kayseri een brief aan koningin Beatrix, waarin hij vroeg om naar Nederland terug te mogen keren. Beatrix was in Turkije voor een staatsbezoek. Ramazan, de oudste zoon van het gezin, verblijft inmiddels legaal weer in Nederland.